# روبرت كوربيم
روبرت كوربيم (بالإنجليزية: Robert Curbeam)‏ (و. 1962 – م) هو ضابط، ورائد فضاء، ومهندس من الولايات المتحدة الأمريكية . ولد في بالتيمور، ماريلاند .
تخرج كوربيم من مدرسة وودلون الثانوية في مقاطعة بالتيمور، ماريلاند عام 1980. حصل على درجة بكالوريس العلوم في هندسة الطيران من الأكاديمية البحرية الأمريكية في عام 1984، ودرجة الماجستير في هندسة الطيران من المدرسة البحرية للدراسات العليا في عام 1990، وحصل على درجة الماجستير في هندسة الملاحة الجوية من الكلية البحرية للدراسات العليا عام 1991.
روبرت عضو في جمعية خريجي الأكاديمية البحرية الأمريكية وجمعية الغربان القدماء.
حصل كوربيم على لقب أفضل ضابط للعام باعتراض الرادار في الجناح المقاتل الأول في عام 1989، وحصل على جائزة أفضل أطروحة تطويرية (دي تي- 2) من المدرسة الأمريكية البحرية لطياري الاختبار.
حاز أيضًا على الرقم القياسي باعتباره الشخص الذي أدى أكبر عدد من جولات السير في الفضاء خلال رحلة فضائية واحدة، خلال مهمة إس تي إس- 116، إذ أكمل كوربيم أربع جولات منها.

## المهنة البحرية
بدأ كوربيم بعد التخرج من الأكاديمية البحرية الأمريكية بتدريب ضباط الطيران البحري في عام 1984. قدم في عام 1986 تقارير إلى سرب المقاتلة (في إف- 11) وقام بعمليات انتشار خارجية في البحر الأبيض المتوسط والبحر الكاريبي والقطب الشمالي والمحيط الهندي على متن حاملة الطائرات يو إس إس فورستال. التحق أيضًا خلال جولته في (في إف- 11) بمدرسة الأسلحة البحرية المقاتلة (تي أو بّي جي يو إن).
قدم تقريرًا إلى مديرية اختبار الطائرات عند تخرجه من المدرسة الأمريكية لطياري الاختبار البحري في ديسمبر من عام 1991، إذ كان موظف المشروع لبرنامج إف- 14 إيه/ بي لفصل الأسلحة من الجو إلى الأرض. عاد إلى الأكاديمية البحرية الأمريكية في أغسطس من عام 1994  كمدرس في قسم هندسة الأسلحة والأنظمة.

## المهنة في الإدارة الوطنية للملاحة الجوية والفضاء (ناسا)
اختارت وكالة ناسا كوربيم في ديسمبر من عام 1994، قدم التقارير إلى مركز جونسون للفضاء في مارس عام 1955. عُين بعد إكماله عامًا من التدريب والتقييم في فرع دعم الحاسوب في مكتب رواد الفضاء. يُعد كوربيم خبيرًا في ثلاث رحلات فضائية: إس تي إس- 85 في عام 1997 وإس تي إس- 98 في عام 2001 وإس تي إس- 116 في عام 2006، وقد سجل أكثر من 901 ساعة في الفضاء، بما في ذلك أكثر من 45 ساعة خلال ثلاث رحلات في الفضاء.
عمل كوربيم بين أول رحلتين كوكيل الاتصال في مركبة فضائية (سي إيه بّي سي أو إم) وكان مسؤولًا عن ترحيل جميع الاتصالات الصوتية بين مركز التحكم بالمهمة والأطقم على متن مكوك الفضاء ومحطة الفضاء الدولية. شغل بعد رحلته الثانية منصب رئيس لفرع (سي إيه بّي سي أو إم) أيضًا. شغل في ربيع عام 2002، منصب نائب المدير المساعد للسلامة وضمان المهمة، في مقر وكالة ناسا في واشنطن العاصمة.

## ريادة الفضاء
شارك في المهمات الفضائية:
- STS-116
- STS-98
- STS-85.

## الخدمة العسكرية
خدم في بحرية الولايات المتحدة.